# Epistolarni roman
Epistolarni roman je roman sačinjen od niza pisama koje si pišu likovi u priči. Naziva se još romanom u pismima. Ponekad njegovu strukturu čine i dnevnički zapisi, isječci iz dokumenata, a u novije vrijeme i e-mailovi i blogovi.
Epistolarni roman je popularan u engleskoj i francuskoj književnosti 19. stoljeća. Istaknuti primjeri su "Pamela" (1740) i "Clarissa" (1747.-1748.) engleskog pisca Samuela Richardsona, "Julia ili Nova Heloiza" (1761.) francuskog filozofa i književnika Jean-Jacques Rousseaua, i "Opasne veze" (Les Liaisons dangereuses, 1782.), čiji autor je Pierre Choderlos de Laclos. Značajan primjer u njemačkoj književnosti je Goetheov roman Patnje mladog Werthera (1774).
Nakon 1800. forma gubi na popularnosti, premda su romani koji kombiniraju pisma s dnevnicima i pripovijedanjem i dalje česti. U 20. stoljeću, primjer epistolarnog romana su "Pisma" (Letters, 1979.) američkog postmodernističkog pisca Johna Bartha.